# Șona (okręg Alba)
Șona – wieś w Rumunii, w okręgu Alba, w gminie Șona. W 2011 roku liczyła 1025 mieszkańców.